# رانيا السعد
رانيا السعد هي كاتبة، وروائية وناشطة كويتية ولدت ببيروت عام 1973، وتخرجت من كلية الاقتصاد بجامعة الكويت عام 1995، ثم عملت في مجال الاستثمار. كانت بدايتها مع العمل العام في عام 1991 من خلال انضمامها للجمعية الكويتية للدفاع عن ضحايا حرب 1991 كما انضمت خلال فترة دراستها إلى قائمة الوسط الديموقراطي في الجامعة، فكانت ضمن الهيئة الإدارية لرابطة كلية التجارة والاقتصاد عام 1992، ثم رئيسة اللجنة الثقافية والعلمية في عام 2002، كما شاركت في عدد من الحملات الشعبية في الكويت، ومنها حملة «حق المرأة الآن»، وحملة «نبيها خمسة»، وحملة «ارحل نستحق الأفضل».

## أعمالها ومؤلفاتها
ألفت رانيا السعد عددًا من المؤلفات، ومنها:
- صباحاتي سكر – يوميات أم طفل سكر: صدرت عام 2010.[1]
- هوس (رواية): صدرت عام 2011 عن الدار العربية للعلوم ناشرون ببيروت.[2][3]
- مدى (رواية): صدرت عام 2013 عن الدار العربية للعلوم ناشرون ببيروت.[4]
- حتوف مراوغة (رواية): صدرت عام 2017 عن الدار العربية للعلوم ناشرون ببيروت.[5][6]

## الجوائز
رُشحت رانيا السعد لنيل جائزة كتارا للرواية العربية في دورتها السابعة عام 2021.

## الدعاوى القضائية
حوكمت رانيا السعد في عام 2014، وحُكم عليها بالسجن لمدة 3 شهور إثر دعوى قضائية أقامتها ضدها سفارة المملكة العربية السعودية بالكويت واتهمتها فيها بالإساءة إلى المملكة العربية السعودية عبر تغريدة لها على موقع التواصل الاجتماعي تويتر.